# Kameroen op de Olympische Zomerspelen 1988
Kameroen nam deel aan de Olympische Zomerspelen 1988 in Seoul, Zuid-Korea. In tegenstelling tot de vorige editie won het Afrikaanse land ditmaal geen medaille.

## Deelnemers en resultaten

### Atletiek
| Olympiër                    | Discipline       | Resultaat | Prestatie                                          |
| --------------------------- | ---------------- | --------- | -------------------------------------------------- |
| Samuel Nchinda-Kaya         | 100m (m)         | 51e       | serie 5: 5de in 10,60                              |
| Samuel Nchinda-Kaya         | 100m (m)         | 35e       | serie 1: 4de in 21,45 kwartfinale 5: 8ste in 21,39 |
| Ernest Tché-Noubossie       | 400m (m)         | 52e       | serie 4: 5de in 48,31                              |
| Frédéric Ebong-Salle        | verspringen (m)  | 19e       | kwalificatie groep B: 11de met 7,65m               |
|                             |                  |           |                                                    |
| Assumpta Achuo-Bei          | 400m (v)         | 35e       | serie 5: 5de in 55,22                              |
| Assumpta Achuo-Bei          | 800m (v)         | 25e       | serie 1: 7de in 2.07,10                            |
| Jeanne-Nicole Ngo Minyemeck | discuswerpen (v) | DNF       | kwalificatie groep A: geen geldige poging          |

### Boksen
| Olympiër             | Discipline  | Resultaat | Prestatie |
| -------------------- | ----------- | --------- | --- |
| Jean-Paul Bonatou    | -60kg (m)   | 17e       | 1ste ronde: vrij 2de ronde: V van HUN Turu: 0-5                                                                             |
| Martin Ndongo Ebanga | -63,5kg (m) | 17e       | 1ste ronde: W van ARU Wester: scheidsrechterlijke beslissing 2de ronde: V van KEN Kamau: 0-5                                |
| François Mayo        | -71kg (m)   | 17e       | 1ste ronde: W van CAF Viavinci: scheidsrechterlijke beslissing 2de ronde: V van PAK Hussain: scheidsrechterlijke beslissing |
| Paul Kamela          | -75kg (m)   | 9e        | 1ste ronde: vrij 2de ronde: W van GRE Ioannidis: 3-2 3de ronde: V van KEN Sande: 0-5                                        |

### Gewichtheffen
| Olympiër         | Discipline | Resultaat | Prestatie                                                    |
| ---------------- | ---------- | --------- | ------------------------------------------------------------ |
| Théodore Nkwayed | -100kg (m) | 14e       | 320kg                                                        |
| Dieudonné Takou  | +110kg (m) | 14e       | trekken: 15de met 140kg stoten: 10de met 190kg totaal: 330kg |

### Worstelen
| Olympiër             | Discipline  | Resultaat   | Prestatie                                                                         |
| Vrije stijl          | Vrije stijl | Vrije stijl | Vrije stijl                                                                       |
| -------------------- | ----------- | ----------- | --------------------------------------------------------------------------------- |
| François Yinga       | -62kg (m)   | 19e         | groep B: 10de V van TUR Kaygusuz: 0-4 V van CAN Gary Bohay: 0-4                   |
| Jean Manga           | -74kg (m)   | 21e         | groep A: 11de V van BUL Sofiadi: 0-4 V van JPN Hara: 0-4                          |
| Barthelémy N'To      | -82kg (m)   | 29e         | groep A: 15de V van IRI Afghan: 0-4                                               |
| Jean-Baptiste Youmbi | -90kg (m)   | 23e         | groep B: 12de V van URS Khadartsev: 0-4 V van KOR Kim: 0-3,5                      |
| Grieks-Romeins       |             |             |                                                                                   |
| Jean Manga           | -74kg (m)   | 15e         | groep A: 8ste V van BUL Velichkov: 0-4 V van KOR Kim: 0-4                         |
| Barthelémy N'To      | -82kg (m)   | 15e         | groep A: 8ste V van EGY Hussein: 0-4 V van USA Morgan: 0-4                        |
| Jean-Baptiste Youmbi | -90kg (m)   | 13e         | groep B: 7de W van SEN Guèye: 3-1 V van FRG Steinbach: 0-3 V van FIN Koskela: 0-4 |

Afghanistan · Algerije · Amerikaanse Maagdeneilanden · Amerikaans-Samoa · Andorra · Angola · Antigua en Barbuda · Argentinië · Aruba · Australië · Bahama’s · Bahrein · Bangladesh · Barbados · België · Belize · Benin · Bermuda · Bhutan · Birma · Bolivia · Bondsrepubliek Duitsland · Botswana · Brazilië · Britse Maagdeneilanden · Brunei · Bulgarije · Burkina Faso · Canada · Centraal-Afrikaanse Republiek · Chili · China · Chinees Taipei · Colombia · Congo-Brazzaville · Cookeilanden · Costa Rica · Cyprus · Denemarken · Djibouti · Dominicaanse Republiek · Duitse Democratische Republiek · Ecuador · Egypte · El Salvador · Equatoriaal-Guinea · Fiji · Filipijnen · Finland · Frankrijk · Gabon · Gambia · Ghana · Grenada · Griekenland · Groot-Brittannië · Guam · Guatemala · Guinee · Guyana · Haïti · Honduras · Hongarije · Hongkong · Ierland · IJsland · India · Indonesië · Irak · Iran · Israël · Italië · Ivoorkust · Jamaica · Japan · Joegoslavië · Jordanië · Kaaimaneilanden · Kameroen · Kenia · Koeweit · Laos · Lesotho · Libanon · Liberia · Libië · Liechtenstein · Luxemburg · Malawi · Malediven · Maleisië · Mali · Malta · Marokko · Mauritanië · Mauritius · Mexico · Monaco · Mongolië · Mozambique · Nederland · Nederlandse Antillen · Nepal · Nieuw-Zeeland · Niger · Nigeria · Noord-Jemen · Noorwegen · Oeganda · Oman · Oostenrijk · Pakistan · Panama · Papoea-Nieuw-Guinea · Paraguay · Peru · Polen · Portugal · Puerto Rico · Qatar · Roemenië · Rwanda · Saint Vincent en de Grenadines · Salomonseilanden · Samoa · San Marino · Saoedi-Arabië · Senegal · Sierra Leone · Singapore · Soedan · Somalië · Sovjet-Unie · Spanje · Sri Lanka · Suriname · Swaziland · Syrië · Tanzania · Thailand · Togo · Tonga · Trinidad en Tobago · Tsjaad · Tsjecho-Slowakije · Tunesië · Turkije · Uruguay · Vanuatu · Venezuela · Verenigde Arabische Emiraten · Verenigde Staten · Vietnam · Zaïre · Zambia · Zimbabwe · Zuid-Jemen · Zuid-Korea · Zweden · Zwitserland